# 콘스트팍
콘스트팍(Konstfack) 또는 스톡홀름 예술공예디자인대학(University of Arts, Crafts and Design)은 스웨덴 스톡홀름에 있는 예술, 공예 및 디자인 분야의 고등 교육을 위한 대학이다.

## 평가
가장오래된 이미지, 가장큰 그리고 최고의 스웨덴대학 콘스트팍으로의 초대. 엄밀하게 말해서 콘스트팍은 예술, 공예 디자인 예술대학으로 꿈꾸는 누구나 그리고 재기하려는 활동적인 이상세계을 꿈꿔온 1844년 이래로 이어져온 학교다.
콘스트팍이 스웨덴에서 최고라는것은 우리만의 생각이 아니다. 국제 순위 회사 QA 에서도 예술대학 2016년 최고 상위에 올려져 있었다.  우리는 제2의 북유럽의 최고의 학교이며, 유럽 전체에서 11위에 세계에서는 41위에 순위되어 있다.
스웨덴 최대 규모의 미술 대학에서 예술가, 디자이너, 실내 건축가, 그래픽 디자이너, 일러스트 레이터, 교사 및 다양한 재료의 공예가와 같은 프로그램을 통해 분명한 역할을 개발할 수 있다. 보석 디자이너. 물론 제품 및 가구 디자인에서부터 서비스 설계에 이르기까지 디자인 분야 내에서 취할 수있는 많은 경로가 있다. 그러나 우리 동창에는 배우, 감독, 게임 디자이너, 패션 디자이너, 커뮤니케이션 임원, 프로젝트 관리자 및 감독자가 포함된다.

## 학위
콘스탁의 학위는 당신이 일어설수 있도록  깊게 파고들 수있는 창의적이고 학문적이며 견고한 토대이다. 개인 과 공공 장소, 환경, 제품 및 서비스를 개발함으로써 현대 사회 토론에 참여할 수있는 교육을 제공한다.